# Accra-Riots

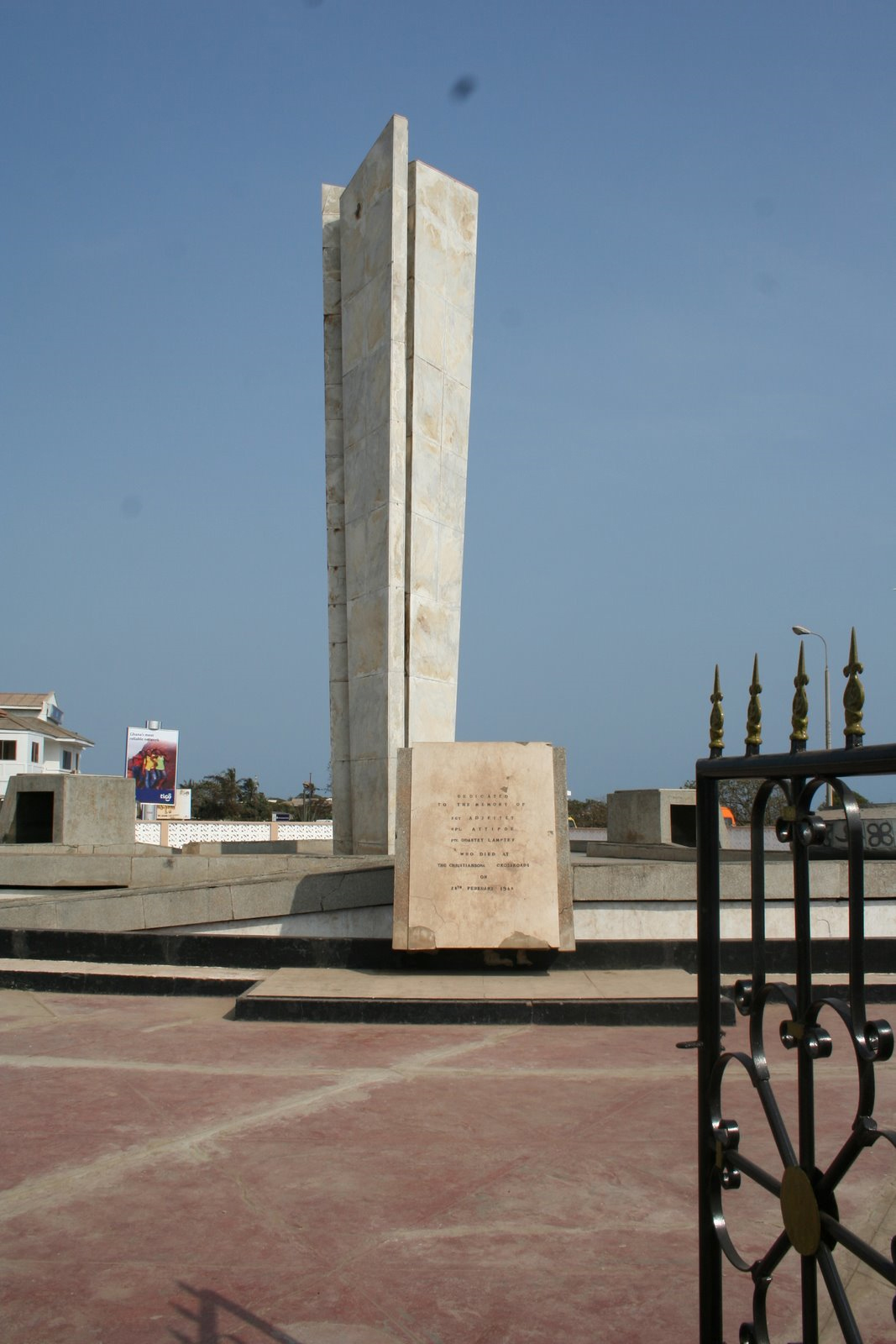
Denkmal für die am 28. Februar 1948 erschossenen Soldaten

Die so genannten Accra Riots („Accra-Unruhen“), die 1948 in Accra, der Hauptstadt der damaligen britischen Kolonie Goldküste, ausbrachen, gelten als wichtiger Markstein im Kampf um die Unabhängigkeit des westafrikanischen Staates Ghana. Ein Denkmal in der Nähe des heutigen Regierungssitzes erinnert an die Toten der „Accra Riots“.
Soldaten des Gold Coast Regiments hatten während des Zweiten Weltkriegs auf britischer Seite unter anderem in Abessinien und Burma gekämpft. Aus Unzufriedenheit mit ihrer sozialen Situation gründeten Kriegsveteranen 1946 die „Gold Coast ExServicemen’ Union“. Am 28. Februar 1948 organisierte dieser Verband einen friedlichen Protestmarsch, um dem Gouverneur eine Petition zu übergeben. Während des Krieges waren ihnen Pensionen und Arbeitsplätze versprochen worden. In der Petition forderten sie die Einhaltung dieser Zusagen.
Der Marsch zum Sitz des Gouverneurs im Christiansborg Castle wurde von der Polizei gewaltsam gestoppt. Dabei wurden drei Demonstranten getötet und mehrere verwundet. Die tödlichen Schüsse wurden von dem befehlshabenden britischen Polizeioffizier abgegeben, da sich die einheimischen Polizisten weigerten, das Feuer auf die Demonstranten zu eröffnen.
Dieses Ereignis führte zu landesweiten Unruhen. Die Briten machten hierfür die Führer der United Gold Coast Convention (U.G.C.C) verantwortlich und verhafteten Kwame Nkrumah, J. B. Danquah, Edward Akufo-Addo, William Ofori Atta,  Ako Adjei und Obetsebi-Lamptey. Diese sechs Führer der Unabhängigkeitsbewegung wurden als „The Big Six“ bekannt. Obwohl sich ihre politischen Wege später trennten, sind ihre Porträts heute auf allen ghanaischen Geldscheinen gemeinsam abgebildet.
Die Ereignisse in Accra waren aber nur der Auslöser für die landesweiten Unruhen. Die eigentliche Erklärung ist in der sich verschlechternden sozialen und ökonomischen Situation zu sehen. Die Nachkriegsjahre in Ghana waren gekennzeichnet durch Knappheit an Versorgungsgütern und steigende Preise einerseits und ein Sinken der Reallöhne andererseits. Im Gegensatz zu Großbritannien, wo auf ähnliche Probleme durch Preisregulierungen und andere staatliche Eingriffe reagiert wurde, unternahm die Kolonialverwaltung nichts gegen diese Entwicklung. Hinzu kam, dass die Wirtschaft durch große europäische Firmen beherrscht wurde, während der Einzelhandel in der Hand libanesischer und syrischer Händler lag, die Zugang zu Bankkrediten hatten, was für Afrikaner nicht der Fall war. Verschärft wurde die Situation noch durch einen Virusbefall der Kakaobäume. Um die Seuche einzudämmen, befahl die Kolonialverwaltung den einheimischen Farmern die Bäume zu fällen, womit deren wirtschaftliche Grundlage zerstört wurde. Hinzu kam außerdem die allgemeine Unzufriedenheit mit der schleppenden Entwicklung auf dem Weg zu größerer Unabhängigkeit.
In dieser Situation war es in den ersten Wochen des Jahres 1948 zu einer erfolgreichen Boykottbewegung gegen ausländische Geschäftsleute gekommen. Nach Verhandlungen mit der Boykottbewegung hatte die Kolonialverwaltung für den 28. Februar eine Senkung der Preise für Konsumgüter angekündigt. An diesem Tag lieferten die Todesopfer während des Protestmarsches der ehemaligen Soldaten, der in keinem direkten Zusammenhang mit der Boykottbewegung stand, den Auslöser zum Ausbruch landesweiter Unruhen.
Die von der britischen Regierung eingesetzte Untersuchungskommission empfahl unter anderem den Ausbau der höheren Bildungseinrichtungen sowie eine neue Verfassung, um die Mitwirkung der einheimischen Vertreter zu stärken.